# Loose Connections
Loose Connections és una pel·lícula britànica del 1984 dirigida per Richard Eyre i protagonitzada per Stephen Rea. Fou exhibida a la secció Nous Realitzadors del Festival Internacional de Cinema de Sant Sebastià 1984.

## Trama
Una feminista viatja per Europa amb un mascliste.

## Repartiment
- Stephen Rea com a Harry
- Lindsay Duncan com a Sally
- Jan Niklas com a Axel
- Carole Harrison com a Kaya
- Gary Olsen com a Kevin
- Frances Low com Larie
- Ken Jones

## Producció
Tres quartes parts del pressupost provenien de l'NFFC i la resta de Virgin Films.

## Estrena
La pel·lícula no es va estrenar a Nova York fins al 1988. El New York Times va dir: "No passa res a Loose Connections que no s'anunciï amb antelació, però la pel·lícula està interpretada de manera molt decent pel Sr. Rea. i sobretot de la senyoreta Duncan... La pel·lícula... és brillant, articulada, amable i del tot sorprenent."